# Дьордь Тумпек
Дьордь Тумпек (угор. György Tumpek; 12 січня 1929 — 21 грудня 2022) — угорський плавець.
Призер Олімпійських Ігор 1956 року.
Чемпіон Європи з водних видів спорту 1954 року, призер 1958 року.